# 乔瓦尼·比安奇

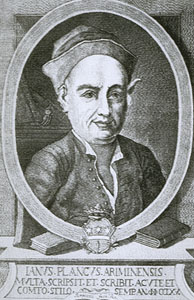
乔瓦尼·比安奇

乔瓦尼·比安奇（1693年—1775年），又名扬诺·普兰科（Jano Planco），是一位意大利医生、解剖学家、考古学家、动物学家。他撰有大量的医学文献，并著有关于有孔虫的《De Conchis minus notis liber》 (1739) ，并拥有一个珍奇屋。

## 传记
比安奇的父亲杰罗拉莫（Gerolamo）是一名药剂师。1693年，乔瓦尼·比安奇出生于里米尼。他在博洛尼亚大学学习医学、物理学和植物学，并于1719年毕业。随后他搬往帕多瓦，与乔瓦尼·莫尔加尼等相识。然后他回到了里米尼，并在家乡从事了二十年的医学工作。他与意大利的一些文化圈保持着联系，却与医学界的其他同行保持距离并常有不同观点。因此，他更愿意将自己的研究成果付诸实践，而不是诉求传统方法。
1741年，他被任命为锡耶纳大学人体解剖学教授，但三年后因与其他同事发生冲突而愤然辞职。返回里米尼后，他受到市政当局的高度尊敬，被提名为“荣誉市民”。他担任了当地一所私立学院的院长，该校学生主要学习医学、逻辑学、几何学和希腊语。
1742年，他用匿名方式，以拉丁文出版了一本自传，在书中他称自夸是一名天才儿童，具备非凡的学习才能。他是一位才华横溢的医生，与许多重要的学者保持密切联系，因此他在意大利和其他欧洲国家中都享有相当的声望。
比安奇对许多领域都有兴趣，他还是一名狂热的收藏家。他建立了一所私人博物馆，收藏考古学、植物学和动物学的标本。他也是很多学术机构和科学学会的成员，并发表了许多医学论文。1739年，他发表了《De Conchis minus notis liber》 ，这是一部关于有孔虫的著作。
他死后，被安葬在里米尼的圣阿戈斯蒂诺教堂。他的墓碑上刻有拉丁文（他生来就不快乐，活着更不快乐，死了最不快乐）。